# Helix (achtbaan)

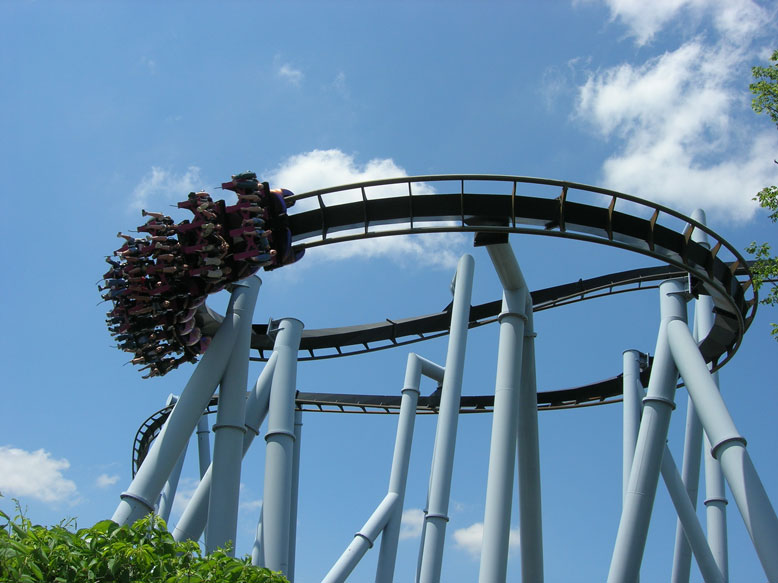
De helix in de omgekeerde achtbaan Great Bear in Hersheypark.

Een helix in een achtbaan is een schuin gezette bocht die met een lichte hellingshoek naar beneden of boven loopt. In zulke bochten lopen de g-krachten op het menselijk lichaam sterk op. Meestal wordt een helix schuin gezet, zodat de positieve g-krachten oplopen. Als dit niet gedaan wordt, overheersen de zijdelingse of laterale g-krachten, waarvan de mens niet veel kan hebben. Positieve g-krachten in een helix geven de berijder het gevoel in zijn zitje te worden geduwd.